# Дід Пихто
Дід Пихто́ — стійке словосполучення, комунікема, квазіантропонім.
Дід Пихто - персонаж діалогічного фразеологізму (фразеорепліки-відповіді), вкоріненого у масовій культурі.

## Походження та первіснасемантикаімені
Основна, найбільш згорнута форма цього діалогічного фразеологізму виглядає так: «- Хто? - Дід Пихто! ».
Функція фразеореплік-відповідей на питальні слова полягає у відхиленні запитальної репліки як недоречної і часто вживається при небажанні відповідати на поставлене запитання. Крім того, фразеорепліки-відповіді часто служать для заміни табуйованої непристойної лексики, тобто виконують функцію евфемізмів .
Очевидно, що й евфемізм  «пихто» походить від дієслова «пхати», «впихати», з додаванням закінчення,   пристосованого для складання рими до займенника «хто».
На підтвердження достатньо буде згадати відому фразу Івана Плюща "впихнути невпихуєме".